# Грабаровка (Могилёв-Подольский район)
Грабаровка (укр. Грабарівка, прежнее название — Израиловка) — село на Украине, находится в Могилёв-Подольском районе Винницкой области.
Население по переписи 2001 года составляет 489 человек. Почтовый индекс — 24014. Телефонный код — 4337.
Занимает площадь 1,36 км².

## История
В 1946 году указом ПВС УССР село Израйловка переименовано в Грабаровка.

## Религия
В селе действует Крестовоздвиженский храм Могилёв-Подольского благочиния Могилёв-Подольской епархии Украинской православной церкви.

## Адрес местного совета
24014, Винницкая область, Могилёв-Подольский р-н, с. Серебринцы, ул. Карла Маркса, 4